# 안성시의 행정 구역
안성시의 행정 구역은 3 행정동, 33 법정동으로 구성되어 있으며, 안성시의 면적은 2014년을 기준으로 553.47 평방 km에 달한다.

## 행정 구역
안성시의 행정 구역은 3 행정동, 33 법정동으로 구성되어 있으며, 안성시의 면적은 2025년을 기준으로 553.47 평방 km에 달한다.
안성시의 인구는 2025년 9월을 기준으로 100,764 세대, 22,437명이다.
공도[소사], 원곡[죽백,용이,청룡,월곡]을 공화국 시절 전두환에 의하여 주민동의 및 수렴없이 평택군에 편입되어 행정구역 반환 움직임이 있다. 한국역사에 빼앗긴 땅과 점령 그리고 역사왜곡이 되지 않게 하루빨리 빼앗긴 땅을 돌려받아야 한다.

| 읍·면·동 | 한자    | 면적   | 세대   | 인구    | 법정동·리 |
| -------- | ------- | ------ | ------ | ------- | --- |
| 공도읍   | 孔道邑  | 31.96  | 41,277 | 69,802  | 불당리(佛堂里), 웅교리(熊橋里), 신두리(薪頭里), 용두리(龍頭里), 승두리(蠅頭里), 양기리(梁基里), 마정리(馬井里), 만정리(萬井里), 건천리(乾川里), 중복리(中洑里), 진사리(珍沙里) |
| 보개면   | 寶蓋面  | 53.01  | 2,682  | 6,337   | 북좌리(北佐里), 오두리(烏頭里), 신안리(新安里), 복평리(洑坪里), 구사리(九士里), 내방리(內紡里), 동신리(東新里), 양복리(陽福里), 상삼리(上三里), 기좌리(其佐里), 불현리(佛峴里), 곡천리(曲川里), 이전리(泥田里), 가율리(加栗里), 적가리(迪加里), 신장리(新長里), 남풍리(南楓里), 동평리(東坪里), 북가현리(北加峴里) |
| 금광면   | 金光面  | 71.71  | 3,528  | 8,520   | 금광리(金光里), 신양복리(新陽福里), 오흥리(五興里), 사흥리(四興里), 삼흥리(三興里), 옥정리(玉井里), 현곡리(玄谷里), 한운리(閑雲里), 오산리(梧山里), 장죽리(長竹里), 석하리(石下里), 상중리(上中里), 내우리(內隅里), 개산리(開山里)                                                                                 |
| 서운면   | 瑞雲面  | 36.28  | 1,759  | 4,391   | 신기리(新基里), 신능리(新陵里), 오촌리(梧村里), 송산리(松山里), 현매리(賢梅里), 송정리(松井里), 양촌리(陽村里), 인리(仁里), 동촌리(東村里), 신촌리(新村里), 신흥리(新興里), 북산리(北山里), 산평리(山坪里), 청용리(靑龍里)                                                                                         |
| 미양면   | 薇陽面  | 33.73  | 3,009  | 7,800   | 양지리(陽支里), 후평리(後坪里), 정동리(井洞里), 마산리(馬山里), 진촌리(眞村里), 신계리(新溪里), 개정리(開井里), 법전리(法田里), 고지리(古地里), 강덕리(康德里), 양변리(兩邊里), 구수리(九水里), 계륵리(桂勒里), 보체리(保體里), 구례리(九禮里), 갈전리(葛田里), 용두리(龍頭里), 신기리(新基里)                     |
| 대덕면   | 大德面  | 31.16  | 8,197  | 18,429  | 죽리(竹里), 내리(內里), 신령리(新令里), 모산리(茅山里), 건지리(乾芝里), 보동리(湺東里), 소현리(蘇峴里), 토현리(兎峴里), 대농리(大農里), 진현리(辰峴里), 삼한리(三閑里), 무능리(舞陵里), 명당리(明堂里), 소내리(素內里)                                                                                             |
| 양성면   | 陽城面  | 53.17  | 2,572  | 6,048   | 동항리(東恒里), 구장리(舊場里), 석화리(石花里), 추곡리(楸谷里), 조일리(照日里), 도곡리(桃谷里), 산정리(山井里), 이현리(梨峴里), 장서리(長西里), 난실리(蘭室里), 노곡리(老谷里), 미산리(美山里), 방축리(防築里), 필산리(筆山里), 덕봉리(德峰里), 명목리(名木里), 삼암리(三岩里), 방신리(芳新里)                     |
| 원곡면   | 元谷面  | 37.83  | 2,336  | 5,564   | 외가천리(外加川里), 내가천리(內加川里), 지문리(芝文里), 칠곡리(七谷里), 성은리(聖恩里), 성주리(聖住里), 산하리(山下里), 반제리(盤諸里) |
| 일죽면   | 一竹面  | 55.54  | 3,692  | 9,171   | 당촌리(唐村里), 능국리(菱菊里), 신흥리(新興里), 화곡리(和谷里), 고은리(古銀里), 방초리(芳草里), 주천리(注川里), 가리(佳里), 금산리(金山里), 산북리(山北里), 죽림리(竹林里), 장암리(長岩里), 송천리(松川里), 월정리(月井里), 화봉리(花鳳里)                                                                         |
| 죽산면   | 竹山面  | 57.26  | 3,580  | 7,914   | 죽산리(竹山里), 매산리(梅山里), 장원리(長院里), 두현리(斗峴里), 장능리(長陵里), 장계리(長溪里), 용설리(龍舌里), 칠장리(七長里), 당목리(唐木里), 두교리(斗橋里) |
| 삼죽면   | 三竹面  | 39.07  | 1,767  | 4,458   | 율곡리(栗谷里), 덕산리(德山里), 용월리(龍月里), 내장리(內長里), 배태리(排台里), 내강리(內康里), 진촌리(眞村里), 미장리(美獐里), 마전리(麻田里), 기솔리(基率里) |
| 고삼면   | 古三面  | 27.79  | 960    | 2,170   | 월향리(月香里), 쌍지리(雙芝里), 삼은리(三隱里), 봉산리(鳳山里), 대갈리(大葛里), 신창리(新倉里), 가유리(佳柳里) |
| 안성1동  | 安城1洞 | 6.55   | 5,223  | 18,773  | 가사동(加士洞), 가현동(加峴洞), 봉산동(鳳山洞), 봉남동(鳳南洞), 영동(榮洞), 숭인동(崇仁洞), 동본동(東本洞), 구포동(九苞洞), 명륜동(明倫洞), 낙원동(樂園洞), 옥천동(玉川洞), 창전동(倉前洞), 성남동(城南洞), 현수동(玄水洞), 발화동(發花洞)                                                                         |
| 안성2동  | 安城2洞 | 10.14  | 27,355 | 18,881  | 서인동(西仁洞), 인지동(仁智洞), 신흥동(新興洞), 석정동(石井洞), 옥산동(玉山洞), 아양동(峨洋洞), 도기동(道基洞), 계동(桂洞), 중리동(中里洞) |
| 안성3동  | 安城3洞 | 8.27   | 7,827  | 25,179  | 대천동(大泉洞), 연지동(蓮池洞), 금산동(錦山洞), 금석동(金石洞), 사곡동(沙谷洞), 당왕동(堂旺洞), 신건지동(新乾芝洞), 신소현동(新蘇峴洞), 신모산동(新茅山洞) |
| 안성시   | 安城市  | 553.47 | 75,764 | 192,437 | |

## 역사
- 1895년 6월 23일(음력 윤5월 1일) 공주부 안성군으로 개편하였다.[3]
- 1896년 8월 4일 경기도 안성군으로 개편하였다.[4]
- 1914년 4월 1일 양성군, 죽산군을 병합하여 12면으로 개편하였다.[5]

| 조선총독부령 제111호 |                    |                     |             |                                                |                                                |
| 구 행정구역          | 구 행정구역        | 구 행정구역         | 신 행정구역 | 신 행정구역                                    | 신 행정구역                                    |
| 안성군               | 북리면(北里面)     | 북리면(北里面)      | 읍내면      | 금석리, 당왕리, 사곡리                         | 금석리, 당왕리, 사곡리                         |
| 안성군               | 서리면(西里面)     | 서리면(西里面)      | 읍내면      | 계촌리, 도기리, 서리, 석정리, 옥산리           | 계촌리, 도기리, 서리, 석정리, 옥산리           |
| 안성군               | 동리면(東里面)     | 동리면(東里面)      | 읍내면      | 동리, 장기리                                   | 동리, 장기리                                   |
| 안성군               | 조령면(鳥嶺面)     | 조령면(鳥嶺面)      | 금광면      | 사흥리, 삼흥리, 오흥리                         | 사흥리, 삼흥리, 오흥리                         |
| 안성군               | 대문면(大門面)     | 대문면(大門面)      | 금광면      | 금광리, 옥정리, 한운리, 현곡리                 | 금광리, 옥정리, 한운리, 현곡리                 |
| 안성군               | 가동면(加洞面)     | 가동면(加洞面)      | 금광면      | 개산리, 내우리, 농촌리, 오산리, 현수리         | 개산리, 내우리, 농촌리, 오산리, 현수리         |
| 안성군               | 월동면(月洞面)     | 월동면(月洞面)      | 금광면      | 상중리, 석하리, 장죽리                         | 상중리, 석하리, 장죽리                         |
| 안성군               | 기촌면(奇村面)     | 기촌면(奇村面)      | 서운면      | 신기리, 신능리, 오촌리, 중리                   | 신기리, 신능리, 오촌리, 중리                   |
| 안성군               | 송죽면(松竹面)     | 송죽면(松竹面)      | 서운면      | 송산리, 송정리, 현매리                         | 송산리, 송정리, 현매리                         |
| 안성군               | 덕곡면(德谷面)     | 덕곡면(德谷面)      | 서운면      | 동촌리, 신촌리, 양촌리, 인리                   | 동촌리, 신촌리, 양촌리, 인리                   |
| 안성군               | 입장면(立長面)     | 입장면(立長面)      | 서운면      | 북산리, 산평리, 신흥리, 청룡리                 | 북산리, 산평리, 신흥리, 청룡리                 |
| 안성군               | 목촌면(木村面)     | 목촌면(木村面)      | 미양면      | 강덕리, 계륵리, 구수리, 양변리, 보체리         | 강덕리, 계륵리, 구수리, 양변리, 보체리         |
| 안성군               | 만곡면(晩谷面)     | 만곡면(晩谷面)      | 미양면      | 갈전리, 구례리, 용두리, 신기리                 | 갈전리, 구례리, 용두리, 신기리                 |
| 안성군               | 우곡면(于谷面)     | 우곡면(于谷面)      | 미양면      | 개정리, 고지리, 법전리, 신계리                 | 개정리, 고지리, 법전리, 신계리                 |
| 안성군               | 진두면(辰頭面)     | 진두면(辰頭面)      | 미양면      | 마산리, 양지리, 정동리, 진촌리, 후평리         | 마산리, 양지리, 정동리, 진촌리, 후평리         |
| 안성군               | 죽촌면(竹村面)     | 죽촌면(竹村面)      | 대덕면      | 내리, 신령리, 죽리                             | 내리, 신령리, 죽리                             |
| 안성군               | 소촌면(所村面)     | 소촌면(所村面)      | 대덕면      | 건지리, 모산리, 보동리, 소현리, 토현리         | 건지리, 모산리, 보동리, 소현리, 토현리         |
| 안성군               | 견내면(見乃面)     | 견내면(見乃面)      | 대덕면      | 대농리, 삼한리, 진현리                         | 대농리, 삼한리, 진현리                         |
| 안성군               | 금곡면(金谷面)     | 금곡면(金谷面)      | 대덕면      | 명당리, 무릉리, 소내리                         | 명당리, 무릉리, 소내리                         |
| 안성군               | 가사면(加士面)     | 가사면(加士面)      | 보개면      | 가사리, 가현리, 구사리, 내방리                 | 가사리, 가현리, 구사리, 내방리                 |
| 안성군               | 북좌면(北佐面)     | 북좌면(北佐面)      | 보개면      | 보평리, 북좌리, 신안리, 오두리                 | 보평리, 북좌리, 신안리, 오두리                 |
| 안성군               | 기좌면(其佐面)     | 기좌면(其佐面)      | 보개면      | 곡천리, 기좌리, 불현리                         | 곡천리, 기좌리, 불현리                         |
| 안성군               | 거곡면(居谷面)     | 거곡면(居谷面)      | 보개면      | 동신리, 상삼리, 양복리                         | 동신리, 상삼리, 양복리                         |
| 안성군               | 율동면(栗洞面)     | 율동면(栗洞面)      | 보개면      | 가율리, 신장리, 이전리, 적가리                 | 가율리, 신장리, 이전리, 적가리                 |
| 양성군               | 읍내면(邑內面)     | 읍내면(邑內面)      | 양성면      | 구장리, 동항리, 석화리, 추곡리                 | 구장리, 동항리, 석화리, 추곡리                 |
| 양성군               | 금곡면(金谷面)     | 금곡면(金谷面)      | 양성면      | 난실리, 노곡리, 미산리, 장서리                 | 난실리, 노곡리, 미산리, 장서리                 |
| 양성군               | 덕산면(德山面)     | 덕산면(德山面)      | 양성면      | 덕봉리, 명목리, 방신리, 삼암리                 | 덕봉리, 명목리, 방신리, 삼암리                 |
| 양성군               | 지동면(紙洞面)     | 지동면(紙洞面)      | 양성면      | 도곡리, 이현리, 산정리, 조일리                 | 도곡리, 이현리, 산정리, 조일리                 |
| 양성군               | 송오리면(松五里面) | 송오리면(松五里面)  | 양성면      | 방축리, 필산리                                 | 방축리, 필산리                                 |
| 양성군               | 공제면(孔梯面)     | 공제면(孔梯面)      | 공도면      | 불당리, 신두리, 웅교리                         | 불당리, 신두리, 웅교리                         |
| 양성군               | 영통면(令通面)     | 영통면(令通面)      | 공도면      | 건천리, 중보리                                 | 건천리, 중보리                                 |
| 양성군               | 구천리면(九千里面) | 구천리면(九千里面)  | 공도면      | 마정리, 만정리, 양기리                         | 마정리, 만정리, 양기리                         |
| 양성군               | 도일면 (道一面)    | 구룡동면 (九龍洞面) | 공도면      | 승두리, 용두리                                 | 소사리, 진사리                                 |
| 양성군               | 도일면 (道一面)    | 구룡동면 (九龍洞面) | 원곡면      | 반제리                                         | 용이리                                         |
| 양성군               | 반곡면(盤谷面)     | 반곡면(盤谷面)      | 원곡면      | 월곡리, 죽백리, 청룡리                         | 월곡리, 죽백리, 청룡리                         |
| 양성군               | 원당면(元堂面)     | 원당면(元堂面)      | 원곡면      | 내가천리, 지문리, 칠곡리, 외가천리             | 내가천리, 지문리, 칠곡리, 외가천리             |
| 양성군               | 승량원면(升良院面) | 승량원면(升良院面)  | 원곡면      | 산하리, 성은리, 성주리                         | 산하리, 성은리, 성주리                         |
| 죽산군               | 제촌면(蹄村面)     | 제촌면(蹄村面)      | 죽일면      | 능국리                                         | 능국리                                         |
| 죽산군               | 북이면(北二面)     | 북이면(北二面)      | 죽일면      | 신흥리, 화곡리                                 | 신흥리, 화곡리                                 |
| 죽산군               | 북일면(北一面)     | 북일면(北一面)      | 죽일면      | 고은리, 당촌리, 방초리                         | 고은리, 당촌리, 방초리                         |
| 죽산군               | 남이면(南二面)     | 남이면(南二面)      | 죽일면      | 송천리, 월정리, 장암리, 죽림리, 화봉리         | 송천리, 월정리, 장암리, 죽림리, 화봉리         |
| 죽산군               | 남일면(南一面)     | 남일면(南一面)      | 죽일면      | 가리, 금산리, 산북리, 주천리                   | 가리, 금산리, 산북리, 주천리                   |
| 죽산군               | 부일면(府一面)     | 부일면(府一面)      | 죽이면      | 두현리, 장계리, 장능리                         | 두현리, 장계리, 장능리                         |
| 죽산군               | 부이면(府二面)     | 부이면(府二面)      | 죽이면      | 매산리, 장원리, 죽산리                         | 매산리, 장원리, 죽산리                         |
| 죽산군               | 남면(南面)         | 남면(南面)          | 죽이면      | 당목리, 두교리, 용설리, 칠장리                 | 당목리, 두교리, 용설리, 칠장리                 |
| 죽산군               | 서일면(西一面)     | 서일면(西一面)      | 죽삼면      | 내장리, 덕산리, 용월리, 율곡리, 배태리         | 내장리, 덕산리, 용월리, 율곡리, 배태리         |
| 죽산군               | 서이면(西二面)     | 서이면(西二面)      | 죽삼면      | 기솔리, 남풍리, 내강리, 마전리, 미장리, 진촌리 | 기솔리, 남풍리, 내강리, 마전리, 미장리, 진촌리 |
| 죽산군               | 서삼면(西三面)     | 서삼면(西三面)      | 죽삼면      | 가현리, 동평리                                 | 가현리, 동평리                                 |
- 1915년 6월 1일 죽일면을 일죽면으로, 죽이면을 이죽면으로, 죽삼면을 삼죽면으로 각각 개칭하였다.[6]
- 1931년 4월 1일 읍내면을 안성면으로 개칭하였다.
- 1937년 7월 1일 안성면을 안성읍으로 승격하였다.[7] (1읍 11면)
- 1947년 4월 1일 일본식 동명이 한국식 동명으로 개정되었다.

| 동의명칭변경에관한규정 | |
| 구 행정구역 (법정동) | 신 행정구역 |
| 안성읍 대화정, 동본정1정목, 동본정2정목, 명륜정, 명치정, 반포정(班浦町), 봉남정, 봉산정, 서본정1정목, 서본정2정목, 서본정3정목, 성남정, 소화정(昭和町)1정목, 소화정2정목, 숭인정, 영정, 옥천정, 계촌정, 실왕정(實旺町) | 안성읍 낙원동, 동본동, 구포동, 명륜동, 창전동, 아양동, 봉남동, 봉산동, 서인동, 대천동, 연지동, 성남동, 신흥동, 인지동, 숭인동, 영동, 옥천동, 계동, 실왕동 |
- 1963년 1월 1일 용인군 고삼면을 안성군으로 편입하였다.[8] (1읍 12면)
- 1983년 2월 15일 원곡면(죽백,용이,청룡,월곡)·공도면(소사) 5개 법정리를 [[|평택군|]]평택읍으로 강제 편입하였다.전두환 공화국 시절이라 그 누구도 말한마디 못하고 빼앗겼다. 그로 인해 평택군은 세수 확보로 시,로 승격되었다.[9]

| 대통령령 제11027호                    |                    |
| 구 행정구역                           | 신 행정구역        |
| 원곡면 용이리, 죽백리, 청룡리, 월곡리 | 평택군 평택읍 일부 |
| 공도면 소사리                         | 평택군 평택읍 일부 |
- 1987년 1월 1일 보개면 양복리 일부를 금광면에, 삼죽면 일부를 보개면에 편입하였다.[10]

| 대통령령 제12007호            |                                 |
| 구 행정구역                   | 신 행정구역                     |
| 보개면 양복리 일부            | 금광면 신양복리                 |
| 삼죽면 남풍리, 동평리, 가현리 | 보개면 남풍리, 동평리, 북가현리 |
- 1992년 9월 30일 이죽면을 죽산면으로 개칭하였다.[11]
- 1997년 6월 6일 보개면 및 대덕면 각 일부를 안성읍에 편입하였다.[12]

| 군조례 제1629호                              |                                     |
| 구 행정구역                                  | 신 행정구역                         |
| 보개면 가사리, 가현리                        | 안성읍 가사리, 가현리               |
| 대덕면 건지리 일부, 모산리 일부, 소현리 일부 | 안성읍 신건지리, 신모산리, 신소현리 |
- 1998년 4월 1일 안성군 일원을 관할로 안성군이 폐지되고, 안성시로 승격했다.[13] 안성읍을 안성1동, 안성2동, 안성3동으로 개편하였다. (12면 3행정동)

| 시조례 제58호                 |                               |
| 구 행정구역                   | 신 행정구역                   |
| 안성읍 일원                   | 안성1동·안성2동·안성3동       |
| 금광면 현수리, 농촌리(農村里) | 현수동, 발화동 (안성1동 일부) |
| 서운면 중리                   | 중리동 (안성2동 일부)         |
- 2001년 6월 1일 공도면을 공도읍으로 승격하였다.[14] (1읍 11면 3행정동)